# 望京路 (宁波)
望京路是浙江省宁波市一条街道。街道得名于宁波老城望京门，文革时期曾与长春路北段合并改称长征路，1981年改为原名。街道建成于民国年间，原址为宁波老城城墙，在“隋城垣，兴市政”运动中被改建成环城马路。望京路曾多次拓宽，2006年的拓宽使望京路形成了双向四车道的规模。沿线曾经有1914年建成宁波发电厂、1957年建成的宁波毛纺厂和1912年建立的效实中学，但均已不复存在。沿线现存1875年建立的宁波市第二医院。